# Julian Ludwig-Mayorga
Julian Ludwig-Mayorga (* 23. August 1999 in Stuttgart) ist ein deutscher American-Football-Spieler auf der Position des Safetys. Ab der Saison 2023 steht er bei den Munich Ravens in der European League of Football (ELF) unter Vertrag.

## Werdegang
Ludwig-Mayorga begann im Jahr 2013 in der Jugendabteilung der Ludwigsburg Bulldogs mit dem Football, ehe er zur Saison 2016 zu den Pattonville Generals wechselte. Nach drei Jahren bei den Generals wurde er 2019 von den Stuttgart Scorpions aus der höchsten deutschen Spielklasse, der German Football League (GFL) verpflichtet. Bereits in seiner ersten Saison bei den Scorpions kam er bei den Herren in 15 Spielen zum Einsatz. Dabei erzielte er insgesamt 39 Tackles und konnte zudem auch für zwei unvollständige Pässe des gegnerischen Quarterbacks sorgen. Im darauffolgenden Jahr kam Ludwig-Mayorga nach der Absage der GFL-Saison aufgrund der Covid-19-Pandemie zu keinem Pflichtspieleinsatz.
Zur historisch ersten Saison der European League of Football 2021 wurde Ludwig-Mayorga von der Stuttgart Surge unter Cheftrainer Martin Hanselmann verpflichtet. In den letzten zwei Saisonspielen fing er seine ersten beiden Interceptions in der ELF. Gemeinsam mit der Surge verpasste er bei einer Siegesbilanz von 2-8 die Playoffs deutlich. Nach der Saison wurde er teamintern als Most Improved Player ausgezeichnet. Anfang Januar 2022 gab Stuttgart Surge die Verlängerung mit ihm um eine weitere Saison bekannt.
Zur Saison 2023 wechselt Ludwig-Mayorga zu den neu gegründeten Munich Ravens.

## Privates
Ludiwg-Mayorga studiert Sportwissenschaft.